# Cas Ivex
El cas Ivex és un cas de possible malversació de fons públics amb el pagament al cantant Julio Iglesias entre el 1997 i 1999. L'Institut Valencià d'Exportacions, dirigit aleshores per José María Tabares, va pagar al cantant per uns concerts trobant-se l'Audiència Provincial de València que la quantitat que declararen el cantant i l'institut cadascú amb uns contractes no corresponia mútuament.